# Jerry Garcia

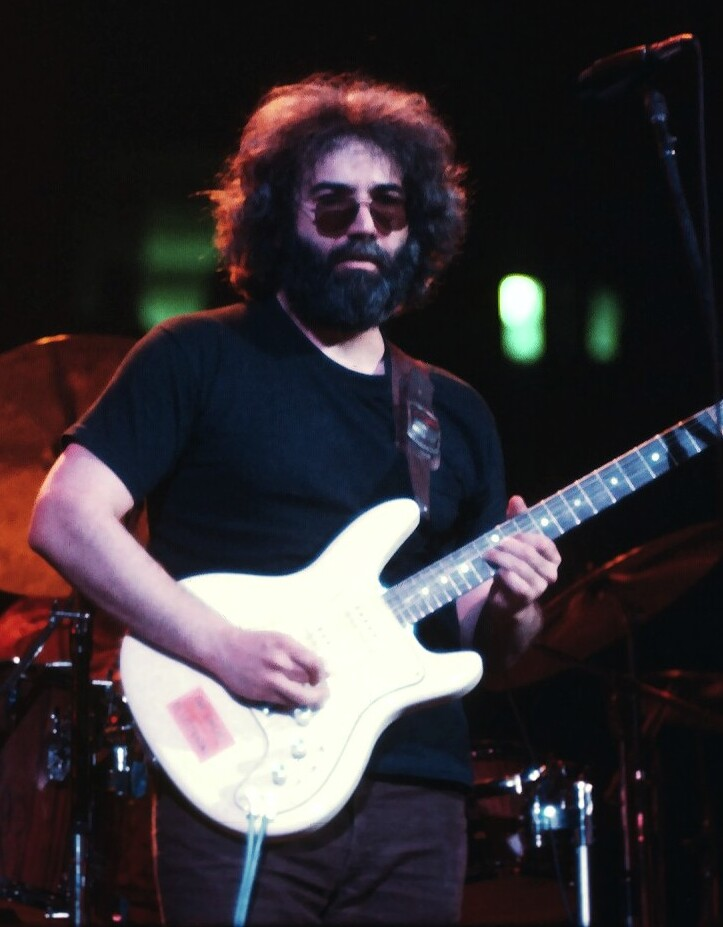
Garcia in den 1970er Jahren

Jerome John „Jerry“ Garcia (* 1. August 1942 in San Francisco, Kalifornien; † 9. August 1995 in Lagunitas-Forest Knolls, Kalifornien) war ein US-amerikanischer Musiker, der vor allem als Bandleader der Rockgruppe Grateful Dead bekannt wurde.

## Biographie
Jerry Garcia, der Sohn der Krankenschwester Ruth (geb. Clifford) und des spanischen Swingmusikers José Ramon García, wurde nach dem Tin-Pan-Alley-Komponisten Jerome Kern benannt.
Mit vier Jahren verlor er den Mittelfinger seiner rechten Hand, als sein älterer Bruder ihm diesen beim Holzhacken mit einer Axt abtrennte. Ein Jahr später musste Garcia mit ansehen, wie sein Vater bei einem Angelunfall ertrank. Er wuchs bei seinen Großeltern auf, während seine Mutter arbeiten ging.

### Musik

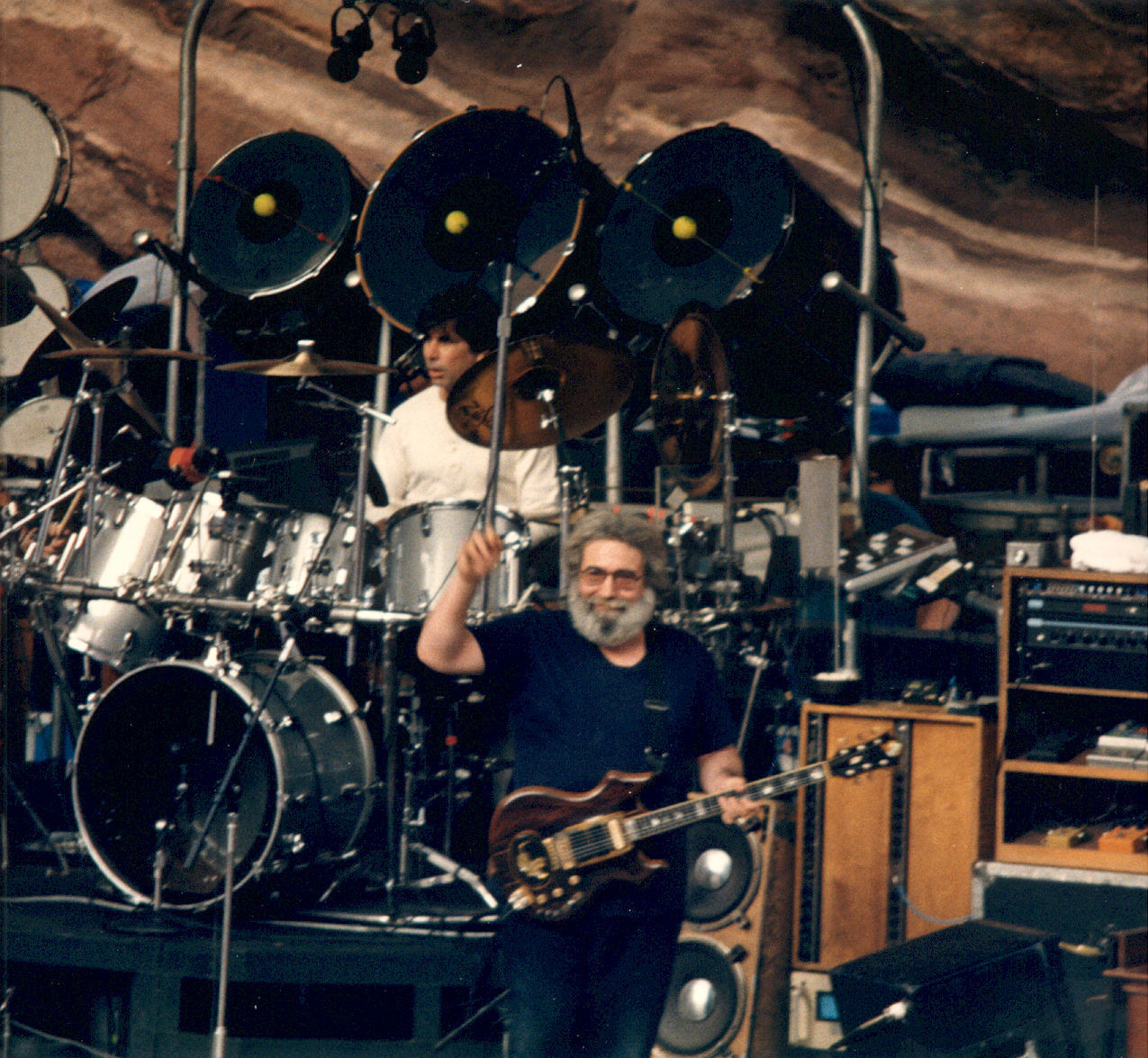
Garcia (vorn) und Mickey Hart, 1987

Zu seinem 15. Geburtstag 1957 bekam Garcia seine erste Gitarre. Er nahm Zeichenstunden in einem College und spielte in seiner Freizeit Gitarre, hauptsächlich Country, Jazz, Folk und Blues.
1960 verließ er die High School und trat in den Militärdienst ein, wurde aber bald wieder entlassen, nachdem er wiederholt nicht zum Dienst erschienen war. Nach seiner Rückkehr nach San Francisco traf er dort den Lyriker Robert Hunter, mit dem er später die meisten Lieder für die Grateful Dead und seine Soloprojekte schrieb. García kaufte in Dana Morgans Musikladen ein Banjo von dem jungen Angestellten Bill Kreutzmann, der später Schlagzeuger bei Grateful Dead wurde. García spielte zu dieser Zeit in einigen Bluegrass-Bands. Zu dieser Zeit gründete er mit Bob Weir, Bob Matthews, Marshall Leicster, Tom Stone und Ron McKernan (alias Pigpen), die sich alle regelmäßig in Dana Morgans Musikladen aufhielten, die Bluegrass-Band Mother McCree’s Uptown Jug Champions. Auf Drängen von Pigpen entwickelte sich Mother McCree immer mehr zum Elektrischen hin, und so wurden aus der Formation 1965 die Warlocks und noch im selben Jahr schließlich die Grateful Dead.

### Soloprojekte
1972 begann Garcia an seiner Solokarriere zu arbeiten. Bereits 1971 hatte er mit Howard Wales zusammen ein Soloalbum aufgenommen, bei dem alle Songs von Wales geschrieben waren. Sein erstes Soloalbum enthielt dann hauptsächlich Garcia/Hunter-Kompositionen, von denen einige Eingang in das Grateful-Dead-Repertoire fanden. Bei diesem Album spielt García alle Instrumente (Gitarren, Keyboards, Gesang) selbst; seltene Aufnahmen also, bei denen man Jerry García auf einem Tasteninstrument hört. Nur das Schlagzeug wurde vom Grateful-Dead-Kollegen Bill Kreutzmann gespielt.
In der Folge spielte Garcia regelmäßig mit seiner Jerry García Band, daneben war er Mitglied (beziehungsweise Bandleader) von Legion of Mary und Old and in the Way. Bei fast allen Soloprojekten begleiteten ihn John Kahn am Bass und Merl Saunders an den Keyboards. Mitglieder der Grateful Dead waren öfter Gastmusiker bei Garcías Solobands. Seine Soloarbeiten waren geprägt von seiner Freundschaft zu David Grisman, einem Mandolinespieler, der schon mit Jazzikonen wie Stephane Grappelli gespielt hatte. Bei Old And In The Way hatte Garcia schon mit Grisman zusammengearbeitet. 1990 hatten sie wieder Kontakt aufgenommen und seither häufig zusammen gejammt und auch Konzerte gegeben. Ihr Repertoire umfasste unter anderem Jazz, Folk und Bluegrass, jedoch immer akustisch. 1991 veröffentlichten sie Garcia/Grisman, weitere Alben sowie der Film Grateful Dawg im Jahr 2000 folgten. Besonders hervorzuheben sind die Pizza Tapes. Dabei handelt es sich um Aufnahmen von einer Jamsession, die von einem Pizzaauslieferer gestohlen wurden. Als das Bootleg immer weitere Kreise zog, wurden Aufnahmen der Session schließlich offiziell veröffentlicht.

### Equipment

#### Gitarren
„Du konntest einen Verstärker verlieren, du konntest Sachen kaputt machen – und manchmal haben wir das auch. Aber ich hätte Jerry nie in die Augen schauen können und sagen: ‚Ich habe deine Gitarre nicht.‘“

Garcia besaß etwa 25 Gitarren. Seine erste Gitarre, die er zu seinem 15. Geburtstag geschenkt bekommen hatte, war eine Danelectro. 1965 spielte er bei den Warlocks auf einer roten Guild Starfire, die auch auf dem ersten Grateful-Dead-Album The Grateful Dead von 1967 zu hören ist. Noch im selben Jahr wechselte er zu einer schwarzen Gibson Les Paul von 1957, mit P90-Tonabnehmern und Bigsby-Tremolo. Im darauf folgenden Jahr spielte er auf einer Gold-Top Les Paul mit P90 Single Coil-Tonabnehmern. Im Sommer 1968 wechselte er zu einer anderen, schwarzen Les Paul, diesmal ohne Tremolo. Im Jahr 1969 spielte er auf einer Gibson SG, mit der er auch auf dem Album Live/Dead zu hören ist. 1970 sah man ihn dann mit einer 63er Sunburst Fender Stratocaster, bevor er im Mai wieder auf seine Gibson SG zurückgriff. Bei den akustischen Aufnahmen in jenem Jahr spielte er eine Martin D-18 und eine ZB Pedal Steel. 1971 wechselte er ein weiteres Mal, diesmal zu einer Sunburst Gibson Les Paul. Im März und April sah man ihn auch mit einer Spezialanfertigung, die von der Firma Alembic gestammt haben soll. Im Mai zeigte er sich mit einer 57er Strat, die er von Graham Nash bekommen hatte.

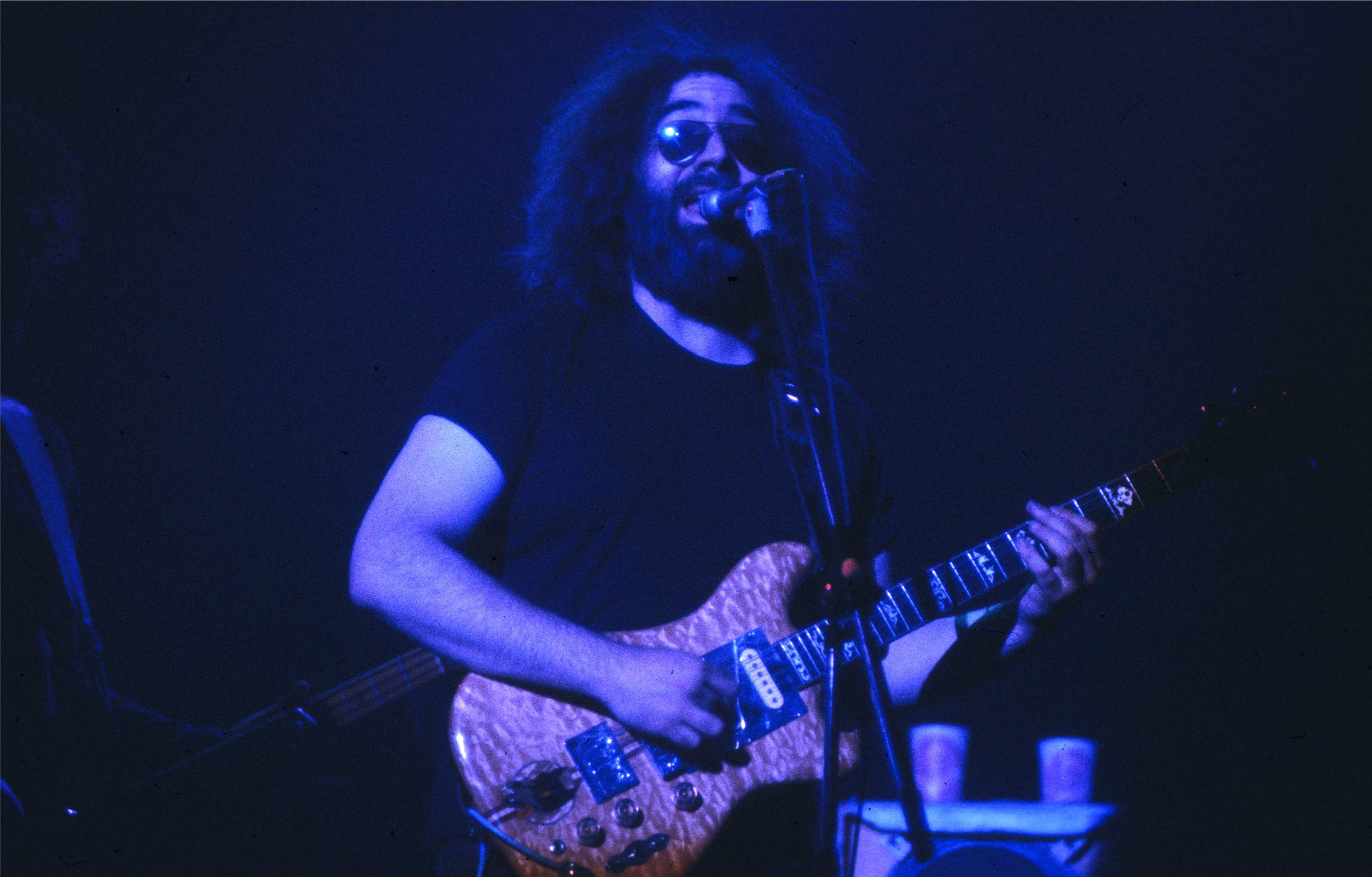
Jerry Garcia, 1980

Zwischen all diesen Gitarren wechselte Garcia immer wieder hin und her und war doch nie ganz zufrieden mit den Fabrikprodukten, bis er 1972 das allererste Produkt des Gitarrenbauers Doug Irwin kaufte. Die Gitarre kostete 850 $ und ist bekannt als 001. Er bestellte bei Doug Irwin eine weitere Gitarre, die speziell auf seine Wünsche zugeschnitten war und erhielt sie im Mai 1973 für 1500 $. Wie viele andere seiner Gitarren verschenkte er die 001. Ihr neuer Besitzer wurde das Crew-Mitglied Ramrod.
Seine neue Gitarre wurde wegen einer entsprechenden Intarsie Wolf genannt. Kaum hatte Garcia die neue Gitarre in den Händen, bestellte er bei Doug Irwin eine weitere. Er stellte dabei keine besonderen Anforderungen, sondern verließ sich voll auf Doug. Nachdem er eine Zeitlang eine Aluminium-Gitarre von Travis Bean ausprobiert hatte, spielte er 1977 wieder die Wolf, die er 1979 durch die Tiger ersetzte. Doug Irwin hatte sechs Jahre damit verbracht, sie zu bauen, und Jerry García spielte das 7 kg schwere Instrument 11 Jahre lang. Die Tiger erlaubte es ihm, seine Effektgeräte von der Gitarre aus zu steuern. Außerdem besaß die Gitarre einen versteckten Vorverstärker. 1988 wurde die Wolf zeitweise für Jerrys MIDI-Synthesizer-Experimente reaktiviert. Er benutzte die MIDI-Geräte, um seine Gitarre wie eine Trompete oder andere Instrumente klingen zu lassen. 1989 lieferte Doug Irwin die Rosebud aus, die 11.000 $ kostete und als sein Meisterwerk gilt. Die für Jerry Garcia angefertigten Gitarren waren mit den Tonabnehmern Di Marzio Super II (Humbucker) bzw. Di Marzio SDS-1 (Single Coil) bestückt.
Im Jahr 1993 kam Garcias nächste Gitarre mit der Post: Stephen Cripe, ein Schreiner aus Florida, der Jahre damit verbracht hatte, individuell angefertigte Inneneinrichtungen von karibischen Yachten zu bauen, hatte eine Gitarre gebaut. Dazu kopierte er Doug Irwins Design der Tiger und veränderte es leicht. Die Gitarre baute er aus einem einzigen Stück ostindischen Palisander, das er aus einem Opiumbett aus dem 19. Jahrhundert gewann. Garcia war begeistert. Er ließ zwar das elektrische Innenleben überarbeiten, ansonsten war er aber hingerissen von der Gitarre. Er nannte sie „die Gitarre, auf die ich immer gewartet hatte“, und spielte fast nur noch auf diesem Instrument. Sie wurde bekannt unter dem Namen Lightning Bolt (Blitzstrahl). García traf Cripe bei einem Konzert in Florida und bestellte für 6.500 $ eine weitere Gitarre, die als Top Hat bekannt wurde; García spielte sie jedoch so gut wie nie.
Sein letztes Konzert in Chicago begann Garcia mit Irwins Rosebud, aber während des Konzerts gab es Probleme und er griff auf die Ersatzgitarre der Tour zurück – die Tiger – und beendete sein letztes Konzert mit seinem alten, vertrauten Handwerkszeug.
Über die akustischen Gitarren, die er benutzte, ist weniger bekannt. Außer der oben erwähnten Martin spielte er auf verschiedenen Takamine-Instrumenten und einer 1939er Gibson Super 400N, mutmaßlich die letzte Gitarre, auf der García gespielt hat.
In seinem Testament verfügte Garcia, dass Doug Irwin alle fünf Gitarren, die er für García gebaut hatte, bekommen sollte. Die anderen Bandmitglieder, ausgenommen Phil Lesh, erhoben dagegen Einspruch. Da die Gitarren vom Geld der Band gekauft worden seien, könnten sie nicht Garcías alleiniger Besitz gewesen sein. Diese Kontroverse verärgerte viele Fans, die immer auf die nichtkommerzielle Ausrichtung der Band stolz gewesen waren. Man einigte sich im Januar 1996 schließlich darauf, dass Irwin die Modelle Tiger und Wolf behalten durfte. Da Irwin nach einem Autounfall 1998 verarmte, beschloss er, diese Gitarren zu versteigern. Sie brachten zusammen 1,74 Millionen US-Dollar ein, die Käufer wurden nicht genannt.
Vom Rolling Stone wurde Garcia auf Platz 46 der 100 größten Gitarristen und zusammen mit Robert Hunter auf Platz 36 der 100 größten Songwriter aller Zeiten gewählt.

#### Effektgeräte
In den frühen 1970er Jahren benutzte Garcia meist nur ein Wah-Wah-Pedal von Vox. In den späten 1970er Jahren erweiterte er sein Equipment um einen Mutron Octave Divider, MXR Distortion und einige andere Geräte, z. B. ein Mutron III Auto-Wah, das man auf Estimated Prophet hören kann. Auf dem epischen Terrapin Station benutzt Garcia auch einen direkt von seiner Gitarre angesteuerten Synthesizer, mit dem er rasend schnelle, spacige Tonfolgen produziert.
In den späten 1980er Jahren verwendete er hauptsächlich Boss-Effektgeräte, zum Beispiel Octave Divider, Turbo Overdrive und zwei Effektschleifen. Außerdem benutzte er Lexicon-Effektgeräte, die eigentlich zur Verwendung im Studio hergestellt wurden.

### Krankheit
1957 hatte Garcia Bekanntschaft mit Marihuana gemacht, seit 1965 nahm er regelmäßig Drogen. Vor allem gegen seine Heroinsucht kämpfte er lange Zeit an. 1986 fiel er in ein mehrtägiges Koma – Diagnose: Diabetes. Im Jahr 1991 hatte er einen weiteren Zusammenbruch. 1992 musste sogar die Herbsttour abgesagt werden, weil Garcia schwer erkrankt war.
Im Sommer 1995 begab Garcia sich in ein Drogen-Rehabilitationszentrum 50 km nördlich von San Francisco. Seinen Bandkollegen hatte er erzählt, er ginge mit seiner Frau nach Hawaii in den Urlaub. Am 9. August 1995 um 4:23 Uhr morgens wurde Jerry Garcia in seinem Zimmer von einer Krankenschwester am Boden liegend aufgefunden. Sie stellte fest, dass er nicht mehr atmete. Wiederbelebungsversuche blieben erfolglos, Todesursache war ein Herzinfarkt. Am 13. August wurde im Golden Gate Park ein Erinnerungsgottesdienst abgehalten, an dem Bandmitglieder, seine Familie, Freunde und tausende Fans teilnahmen. US-Präsident Bill Clinton ehrte ihn dort als „amerikanische Ikone“.

### Familie
Garcia heiratete 1963 Sarah Ruppenthal, mit der er seine erste Tochter hatte. Vom 31. Dezember 1981 bis zum Januar 1994 war er mit Carolyn Adams Garcia, auch bekannt als Mountain Girl, verheiratet, mit der er bereits vor der Hochzeit zwei Töchter hatte. Aus der außerehelichen Beziehung zu Manasha Matheson entsprang am 20. Dezember 1987 eine weitere Tochter. Nach der Scheidung heiratete er Deborah Koons Garcia, mit der er ab dem 14. Februar 1994 bis zu seinem Tod verheiratet war. Nach seinem Tod entwickelte sich zwischen seinen letzten beiden Frauen ein erbitterter Streit über seinen Nachlass. Garcia hatte seiner Ex-Frau Carolyn ein beträchtliches Vermögen hinterlassen. Seine letzte Frau Deborah zweifelte wegen seiner Drogensucht an seiner Zurechnungsfähigkeit und beanspruchte das Vermögen für sich. Das Gericht folgte Garcias Willen und sprach Carolyn ihren Teil des Nachlasses zu.

### Kunst
Garcia war auch ein passionierter Maler und Zeichner. Er schuf über 500 Bilder und Zeichnungen und studierte Kunst an der California School of Fine Arts, das heutige San Francisco Art Institute. Er arbeitete mit Wasserfarben, Bleistift und Tinte, fand aber auch Gefallen an digitaler Kunst, wovon beispielsweise das Cover des Grateful-Dead-Albums Infrared Roses zeugt.
In den USA gibt es eine Krawattenserie, auf der Kunst von Jerry Garcia abgedruckt ist. Außerdem wurden Etiketten von Weinflaschen mit seinen Bildern bedruckt.

### Cherry Garcia

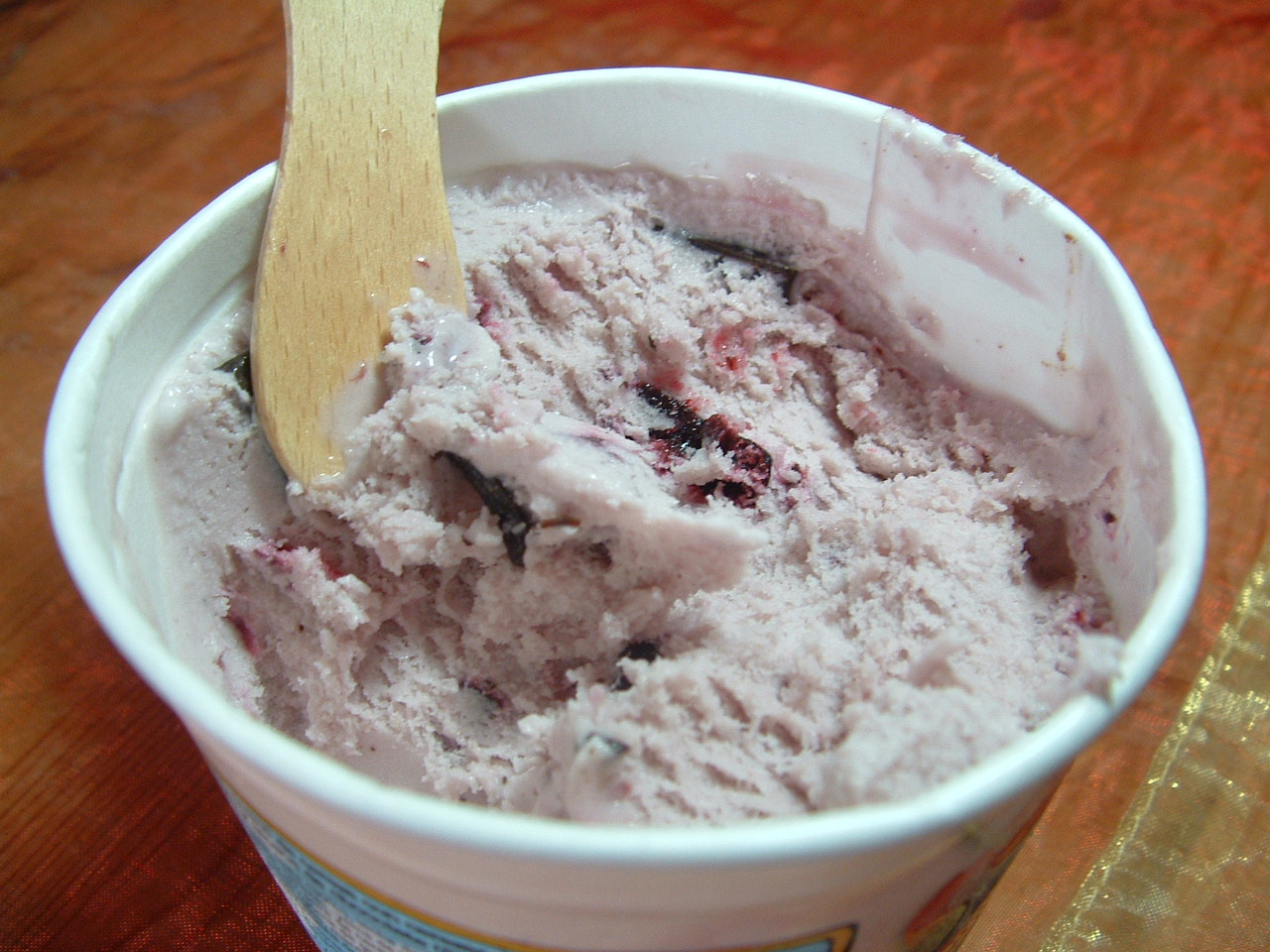
Cherry Garcia

Garcia zu Ehren benannte der bekannte Speiseeisproduzent Ben & Jerry’s eine Eiskrem und einen Low Fat Frozen Yogurt nach ihm. Die Eiskrem wurde noch zu Garcias Lebzeiten 1987 nach ihm benannt. Sie hat Kirschgeschmack mit Kirsch- und Knusperschokoladenstücken. Nach Garcias Tod wurde anstelle der Bing-Kirsche die schwarze Späte Traubenkirsche verwendet.

## Diskografie
- 1971 – Hooteroll? (zusammen mit Howard Wales)
- 1972 – Garcia
- 1973 – Live at the Keystone
- 1974 – Garcia (Compliments of Garcia)
- 1976 – Reflections
- 1978 – Cats Under The Stars
- 1982 – Run For The Roses
- 1988 – Keystone Encores Vol. 1
- 1988 – Keystone Encores Vol. 2
- 1988 – Almost Acoustic
- 1988 – Live at the Keystone Vol. 1
- 1988 – Live at the Keystone Vol. 2
- 1991 – Garcia/Grisman
- 1991 – Jerry Garcia Band
- 1993 – Not for Kids Only
- 1996 – Shady Grove
- 1997 – How Sweet It Is
- 2005 – Live at Shoreline (Videoalbum, US: Gold)[3]